# Diocesi di Traù

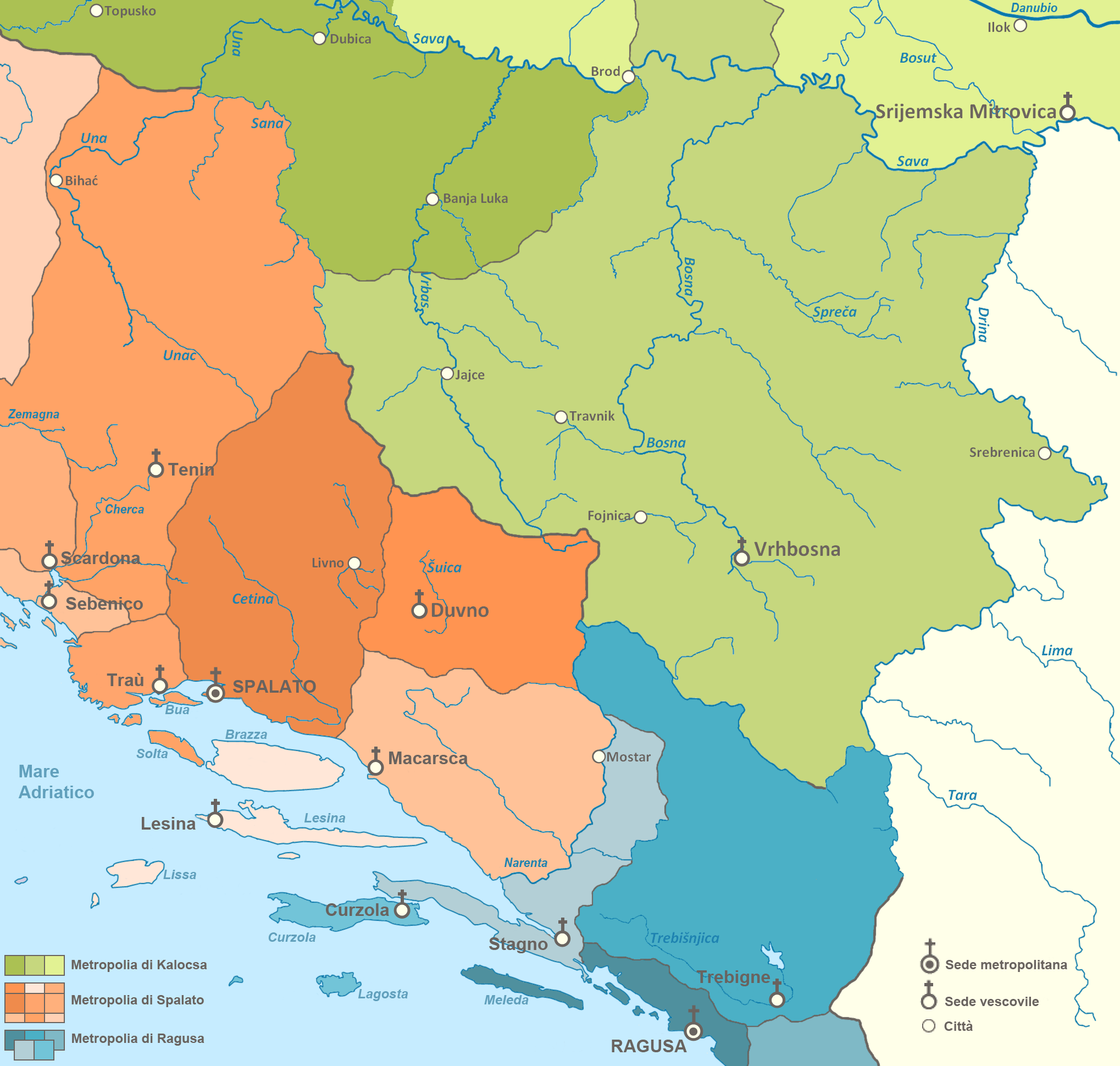
Mappa delle diocesi cattoliche della Dalmazia e della Bosnia nel XV secolo.

La diocesi di Traù (in latino Dioecesis Traguriensis) è una sede soppressa e sede titolare della Chiesa cattolica.

## Territorio
La diocesi si estendeva su parte della Dalmazia centrale, nell'odierna Croazia.
Sede vescovile era la città di Traù (in croato Trogir), dove fungeva da cattedrale la chiesa di San Lorenzo.
Al momento della soppressione la diocesi comprendeva 20 parrocchie, nelle seguenti località: Traù, Seghetto, Okrug, Zedno (sull'isola di Bua), Castel Stafileo, Castelnuovo, Castelvecchio, Castel Vitturi, Zirona, Bossoglina, Prgomet, Lechievizza, Brštanovo, Ogorie, Czerglievo, Vissoca, Suhidol, Gliubitovizza, Brisul e Blisna.

## Storia
La diocesi fu eretta nell'XI secolo. Era suffraganea dell'arcidiocesi di Spalato (oggi arcidiocesi di Spalato-Macarsca).
Nel 1123 la città fu distrutta in un'incursione saracena; seguirono circa trent'anni di sede vacante.
La diocesi fu soppressa da papa Leone XII con la bolla Locum beati Petri del 30 giugno 1828; 11 parrocchie furono annesse alla vicina diocesi di Sebenico, mentre la porzione sudorientale, costituita da 9 parrocchie, passò all'arcidiocesi di Spalato, che per effetto dello stesso provvedimento venne degradata a semplice diocesi, suffraganea di Zara. A quell'epoca l'intero Regno di Dalmazia faceva parte dell'Impero d'Austria, che volle una sola sede arcivescovile e metropolitana per il paese. La bolla fu resa esecutiva a Traù l'11 aprile 1830.
Dal 1933 è annoverata tra le sedi vescovili titolari della Chiesa cattolica con il nome di Traù o Tragurium; dal 12 agosto 1996 il vescovo titolare è Pierre Farine, già vescovo ausiliare di Losanna, Ginevra e Friburgo.

## Cronotassi

### Vescovi
- San Giovanni I † (1062 - 14 novembre 1111 deceduto)
- Anonimo † (1112 - ?)
  - Sede vacante (circa 1123-circa 1151)
  - Dessa Maccarelli † (circa 1151 - circa 1180 deceduto) (vescovo eletto)
- Michele † (circa 1180 succeduto - circa 1206 deceduto)
- Treguano † (circa 1206 - 1254 deceduto)
- Colombano, O.F.M. † (4 luglio 1255 - 1277 dimesso)
- Giovanni II † (11 marzo 1277 - ?)
- Gregorio Machinatura † (31 maggio 1282 - 1297 deceduto)
- Liberio, O.S.B. † (1297 - 1319 deceduto)
- Lampredio † (15 febbraio 1320 - 1348 deceduto)
- Bartolomeo † (30 gennaio 1349 - circa 1361 deceduto)
- Nicolò Casotti † (17 dicembre 1361 - circa 1370 deceduto)
- Crisogono de Dominis † (14 luglio 1372 - 1403 nominato arcivescovo di Kalocsa)
- Simone de Dominis † (1403 - circa 1420)
- Marino Carnota † (7 maggio 1423 - 11 dicembre 1424 nominato vescovo di Trieste)
- Tommaso Tommasini, O.P. † (11 dicembre 1424 - 24 ottobre 1435 nominato vescovo di Macerata e Recanati)
- Ludovico Scarampi Mezzarota † (24 ottobre 1435 - 6 agosto 1437 nominato arcivescovo di Firenze)
  - Giovanni Vitelleschi † (9 agosto 1437 - 1º o 2 aprile 1440 deceduto) (amministratore apostolico)
- Angelo Cavazza † (11 aprile 1440 - maggio 1452 deceduto)
- Giacomo Trugloni † (5 giugno 1452 - 1483 deceduto)
- Leonello Chiericati † (19 gennaio 1484 - 22 ottobre 1488 nominato vescovo di Concordia)
- Francesco Marcelli † (22 ottobre 1488 - 1524 deceduto)
- Tommaso de Nigris † (2 settembre 1524 - giugno 1525 dimesso)
- Cristoforo de Nigris † (7 giugno 1525 - 25 novembre 1559 deceduto)
- Federico Corner † (27 marzo 1560 - 15 gennaio 1561 nominato vescovo di Bergamo)
  - Alvise Corner † (15 gennaio 1561 - 18 aprile 1567 dimesso) (amministratore apostolico)
- Tommaso Sperandio Corbelli † (18 aprile 1567 - 1574 dimesso)
- Antonio Guidi † (10 marzo 1574 - 1604 deceduto)
- Marzio Andreuzzi † (19 luglio 1604 - 1622 deceduto)
- Pace Giordani † (20 marzo 1623 - 22 gennaio 1649 deceduto)
  - Sede vacante (1649-1654)
- Francesco Coccalini, O.S.H. † (12 gennaio 1654 - 22 novembre 1661 deceduto)
- Paolo Garzoni † (23 aprile 1663 - 30 settembre 1675 deceduto)
- Giovanni de Andreis † (27 aprile 1676 - 29 maggio 1683 deceduto)
- Giovanni Cuppari † (19 giugno 1684 - 1694 deceduto)
- Simeone Cavagnini † (24 gennaio 1695 - novembre 1698 deceduto)
- Stefano Cupilli, C.R.S. † (1º giugno 1699 - 12 marzo 1708 nominato arcivescovo di Spalato)
- Pietro Paolo Calorio, C.R.S. † (26 marzo 1708 - 13 febbraio 1713 nominato vescovo di Veglia)
- Michelangelo Farolfi, O.F.M. † (28 aprile 1713 - 17 marzo 1715 deceduto)
- Giovanni Vidovich † (30 marzo 1716 - 22 marzo 1721 deceduto)
- Antun Kadčić † (1º dicembre 1721 - 18 dicembre 1730 nominato arcivescovo di Spalato)
- Giuseppe Caccia, O.F.M.Obs. † (8 gennaio 1731 - 29 agosto 1737 dimesso)
- Gerolamo Fonda † (5 maggio 1738 - 30 novembre 1754 deceduto)
- Diego Manola † (12 maggio 1755 - 14 febbraio 1765 deceduto)
- Giovanni Antonio Miocevich † (14 aprile 1766 - ottobre 1786 deceduto)
- Antonio Belglava † (28 settembre 1787 - 25 febbraio 1789 deceduto)
- Giovanni Pietro Galzigna † (29 novembre 1790 - 1º giugno 1795 nominato vescovo di Arbe)
- Giovanni Antonio Pinelli † (1º giugno 1795 - 6 gennaio 1821 dimesso)
  - Sede vacante (1821-1828)

### Vescovi titolari
- Frans Joseph Bruls Canisius, S.M.M. † (26 aprile 1969 - 7 gennaio 1976 ritirato)
- Thaddeus Anthony Shubsda † (20 dicembre 1976 - 26 maggio 1982 nominato vescovo di Monterey)
- Dale Joseph Melczek † (3 dicembre 1982 - 28 ottobre 1995 nominato vescovo coadiutore di Gary)
- Pierre Farine, dal 12 agosto 1996